# Robert Bruce Merrifield
Robert Bruce Merrifield (15 tháng 7 năm 1915 – 14 tháng 5 năm 2006) là một nhà hóa học người Mỹ. Ông nhận giải Nobel Hóa học năm 1984 khi đã phát triển phương pháp tổng hợp peptide pha rắn (tiếng Anh: Solid-phase Peptide Synthesis hay SPPS).

## Tiểu sử
Merrifield sinh ra tại thành phố Fort Worth của bang Texas vào ngày 15 tháng 7 năm 1921. Ông là con trai duy nhất của George E. Merrifield và Lorene (nhũ danh Lucas). Năm 1923, gia đình Merrifield chuyển đến bang California. Tại đây, ông đã theo học tại tổng cộng 9 trường tiểu học và 2 trường trung học trước khi tốt nghiệp Trường trung học Phổ thông Montebello năm 1939. Và cũng tại ngôi trường ngày, ông đã phát hiện niềm đam mê với cả hóa học và thiên văn học.
Sau 2 năm học tại Cao đẳng Cộng đồng Pasadena, Merrifield chuyển sang theo học Đại học California tại Los Angeles (UCLA). Sau khi tốt nghiệp cử nhân ngành hóa học, ông làm việc 1 năm tại Quỹ nghiên cứu Philip R. Park.
Công việc chính của ông là chăm sóc động vật và phụ giúp theo dõi các thí nghiệm về các chế độ ăn từ axit amin tổng hợp. Một trong số những thí nghiệm trên bao gồm cả thí nghiệm nổi tiếng của Geiger. Trong thí nghiệm này, Geiger đã áp dụng quy luật cực tiểu của Liebig và lần đầu tiên chứng minh rằng các axit amin thiết yếu phải có mặt đồng thời để tăng trưởng có thể xảy ra.
Merrifield trở lại khoa hóa học của trường cao học UCLA. Tai đây, ông làm nghiên cứu với với giáo sư hóa sinh M.S. Dunn với đề án phát triển các phương pháp vi sinh nhằm định lượng pyrimidin. Ngày 19 tháng 6 năm 1949, Merrifield tốt nghiệp với bằng Tiến sĩ. Một ngày sau đó, ông kết hôn với Elizabeth Furlong và ngày hôm sau lại lên đường đến Thành phố New York để làm việc tại Viện Nghiên cứu Y khoa Rockefeller.

## Sự nghiệp
Tại Viện Rockefeller, sau này đổi tên thành Đại học Rockefeller, Merrifield làm Trợ lý cho Tiến sĩ Dilworth W. Woolley. Ông tiếp tục các dự án nghiên cứu khi còn ở trường cao học về yếu tố tăng trưởng dinucleotide. Đồng thời, ông cũng làm nghiên cứu về các yếu tố tăng trưởng peptide mà Woolley đã phát hiện trước đó. Những nghiên cứu này đã giúp Merrifield phát triển phương pháp tổng hợp peptide và nghĩ ra ý tưởng về tổng hợp peptide pha rắn vào năm 1959. Năm 1963, ông là tác giả duy nhất của một bài báo khoa học kinh điển trên Tạp chí của Hiệp hội Hóa học Hoa Kỳ (tiếng Anh: Journal of the American Chemical Society). Trong bài viết trên, Merrifield đã báo cáo một phương pháp mới mà ông gọi là "tổng hợp peptide pha rắn". Bài viết này đã trở thành bài báo cáo khoa học đã được trích dẫn nhiều thứ năm trong lịch sử của tạp chí.
Vào giữa những năm 60, phòng thí nghiệm của Tiến sĩ Merrifield lần đầu tiên tổng hợp các chất có cấu trúc phức tạp như bradykinin, angiotensin, desamino-oxytocin, và insulin. Năm 1969, ông và đồng nghiệp Bernd Gutte đã công bố lần tổng hợp đầu tiên của enzyme ribonuclease A. Công trình này đã chứng minh được bản chất hóa học của enzyme.
Phương pháp tổng hợc của Merrifield đã thúc đẩy mạnh mẽ sự tiến bộ trong lĩnh vực sinh hóa, dược lý, và y học khi giúp các nhà khoa học khám phá một cách có hệ thống cơ sở cấu trúc của các hoạt động của enzyme, hormone, và kháng thể. Sự phát triển và ứng dụng của kỹ thuật này tiếp tục diễn ra trong phòng thí nghiệm của Merrifield, nơi ông vẫn tích cực làm việc trong một khoảng thời gian dài. Năm 1993, nhà khoa học và sử gia Jeffrey I. Seeman đã cho xuất bản cuốn sách mang tên Life during a Golden Age of Peptide Chemistry, một bản tự truyện của Merrifield, trong loạt bài "Profiles, Pathways, and Dreams" cho Hiệp hội Hóa học Hoa Kỳ (tiếng Anh: American Chemical Society hay ACS). Vào năm 1998, Merrifield đã vinh dự nhận được giải thưởng của Hiệp hội Cơ sở Tài nguyên Sinh học Phân tử (tiếng Anh: Association of Biomolecular Resource Facilities hay ABRF) cho những đóng góp nổi bật trong lĩnh vực Công nghệ Sinh học Phân tử .
Thành tựu tổng hợp ribonuclease A (cùng với Bernd Gutte) càng có ý nghĩa hơn vì nó chứng minh rằng trình tự tuyến tính của các axit amin trong liên kết peptide trực tiếp xác định cấu trúc bậc ba của peptide hoặc protein. Điều này cũng có nghĩa là thông tin được mã hóa dạng một chiều có thể xác định trực tiếp cấu trúc ba chiều của một phân tử.
Phương pháp tổng hợp peptide pha rắn sau này đã được phát triển để bao gồm cả tổng hợp pha rắn của nucleotide và saccharide.

## Đời tư
Merrifield và vợ ông là Elizabeth (Libby) có tổng cộng 6 người con là James, Nancy, Betsy, Cathy, Laurie và Sally. Elizabeth là một nhà sinh vật học, và bà đã có hơn 23 năm làm việc trong phòng thí nghiệm Merrifield tại Đại học Rockefeller. 
Sau một thời gian dài bị bệnh, Merrifield đã qua đời vào ngày 14 tháng 5 năm 2006, ở tuổi 84 tại nhà riêng ở thành phố Cresskill, bang New Jersey. Vào thời điểm ông qua đời, ông luôn được tưởng nhớ bởi vợ, 6 người con, và 16 đứa cháu. Libby sau đó qua đời vào ngày 13 tháng 9 năm 2017. 